# The Cumbraes
The Cumbraes son un grupo de islas situadas en el Fiordo de Clyde, en Escocia. Las islas principales de este archipiélago recibe el nombre de Great Cumbrae ("Cumbrae grande") y Little Cumbrae ("Cumbrae pequeña"). Estas islas están separadas por un estrecho conocido como The Tan. Además hay unos cuantos islotes inhabitados que forman parte de este grupo: The Eileans, Broad Islands, Castle Island y Trail Isle.
Las Cumbraes pertenecían al tradicional condado de Bute, y en la actualidad están integradas en North Ayrshire.
- Datos: Q2855295